# Puchar Świata w lotach narciarskich 2024/2025
Puchar Świata w lotach narciarskich 2024/2025 – 28. edycja Pucharu Świata w lotach narciarskich (stanowiącego część Pucharu Świata w skokach narciarskich), która rozpoczęła się 25 stycznia 2025 roku konkursem indywidualnym w Oberstdorfie, a zakończyła 30 marca 2025 również zawodami indywidualnymi w Planicy. Tytułu z poprzedniego sezonu bronił Austriak, Daniel Huber, natomiast cały cykl wygrał Słoweniec, Domen Prevc, który ustanowił rekord świata w długości lotu narciarskiego skacząc 254,5 metra. 

## Zwycięzca

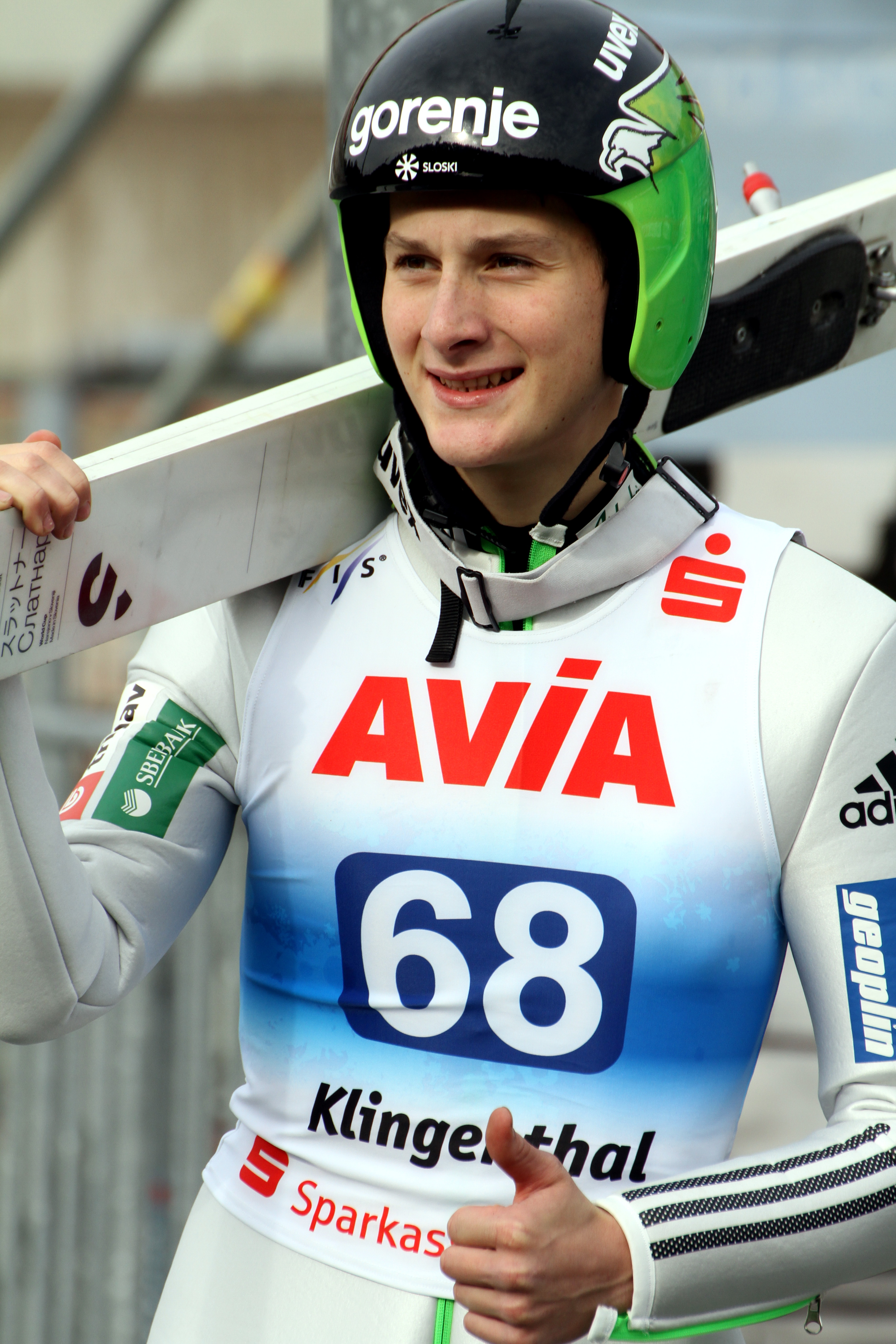
Domen Prevc

## Kalendarz zawodów
| Lp                                            | Data                                          | Miejscowość                                   | HS                                            | Uwagi                                         | 1. miejsce                                                                 | 2. miejsce                                                                        | 3. miejsce                                                        |
| --------------------------------------------- | --------------------------------------------- | --------------------------------------------- | --------------------------------------------- | --------------------------------------------- | -------------------------------------------------------------------------- | --------------------------------------------------------------------------------- | ----------------------------------------------------------------- |
| 1.                                            | 25 stycznia 2025                              | Oberstdorf                                    | HS-235                                        | loty                                          | Timi Zajc                                                                  | Johann André Forfang                                                              | Domen Prevc                                                       |
| 2.                                            | 26 stycznia 2025                              | Oberstdorf                                    | HS-235                                        | loty                                          | Domen Prevc                                                                | Johann André Forfang                                                              | Michael Hayböck                                                   |
| 3.                                            | 15 marca 2025                                 | Vikersund                                     | HS-240                                        | RA, loty                                      | Andreas Wellinger                                                          | Timi Zajc                                                                         | Anže Lanišek                                                      |
| 4.                                            | 16 marca 2025                                 | Vikersund                                     | HS-240                                        | RA, loty                                      | Domen Prevc                                                                | Andreas Wellinger                                                                 | Ryōyū Kobayashi                                                   |
| 5.                                            | 28 marca 2025                                 | Planica                                       | HS-240                                        | P7, loty                                      | Domen Prevc                                                                | Anže Lanišek                                                                      | Ryōyū Kobayashi                                                   |
| 6.                                            | 29 marca 2025                                 | Planica                                       | HS-240                                        | P7, loty, druż.                               | Austria 1. Daniel Tschofenig 2. Manuel Fettner 3. Jan Hörl 4. Stefan Kraft | Niemcy 1. Karl Geiger 2. Andreas Wellinger 3. Pius Paschke 4. Markus Eisenbichler | Słowenia 1. Lovro Kos 2. Domen Prevc 3. Timi Zajc 4. Anže Lanišek |
| 7.                                            | 30 marca 2025                                 | Planica                                       | HS-240                                        | P7, loty                                      | Anže Lanišek                                                               | Domen Prevc                                                                       | Andreas Wellinger                                                 |
| Puchar Świata w lotach narciarskich 2024/2025 | Puchar Świata w lotach narciarskich 2024/2025 | Puchar Świata w lotach narciarskich 2024/2025 | Puchar Świata w lotach narciarskich 2024/2025 | Puchar Świata w lotach narciarskich 2024/2025 | Domen Prevc                                                                | Anže Lanišek                                                                      | Andreas Wellinger                                                 |

Legenda:
| zawody indywidualne | zawody drużynowe |

## Skocznie
W tabeli podano rekordy skoczni obowiązujące przed rozpoczęciem Pucharu Świata w lotach narciarskich 2024/2025 lub ustanowione bądź wyrównane w trakcie jego trwania (wyróżnione wytłuszczeniem).
| Zdjęcie | Nazwa skoczni                | Miejscowość | K    | HS    | Rekord skoczni | Rekord skoczni | Rekord skoczni | Źr.   |
| Zdjęcie | Nazwa skoczni                | Miejscowość | K    | HS    | Odległość      | Rekordzista    | Data           | Źr.   |
| ------- | ---------------------------- | ----------- | ---- | ----- | -------------- | -------------- | -------------- | ----- |
|         | Heini-Klopfer-Skiflugschanze | Oberstdorf  | K200 | HS235 | 242,5 m        | Domen Prevc    | 20.03.2022     | [ 5 ] |
|         | Vikersundbakken              | Vikersund   | K200 | HS240 | 253,5 m        | Stefan Kraft   | 18.03.2017     | [ 6 ] |
|         | Letalnica                    | Planica     | K200 | HS240 | 254,5 m        | Domen Prevc    | 29.03.2025     | [ 7 ] |